# Juifs syriens
Les Juifs syriens (hébreu : יהודי סוריה Yehudey Surya, arabe : الْيَهُود السُّورِيُّون al-Yahūd as-Sūriyyūn, appelés colloquialement SYs aux États-Unis) sont des Juifs qui vivent dans la région de l'État moderne de Syrie et leurs descendants nés en dehors de la Syrie. Les Juifs syriens tirent leur origine de deux groupes : des Juifs qui habitaient la région de l'actuelle Syrie depuis les temps anciens (connu sous le nom de Juifs Musta'arabi) et parfois classés comme Juifs Mizrahi (Mizrahi étant un terme générique pour les Juifs ayant une longue histoire en Asie occidentale ou en Afrique du Nord) ; et des Juifs séfarades (se référant aux Juifs ayant une longue histoire dans la péninsule ibérique, c'est-à-dire en Espagne et au Portugal) qui ont fui en Syrie après que le décret de l'Alhambra a forcé l'expulsion des Juifs d'Espagne en 1492.
Il y avait de grandes communautés à Alep ("Juifs Halabi", Halab étant "Alep" en arabe) et à Damas ("Juifs Shami") pendant des siècles, et une plus petite communauté à Qamishli, à la frontière turque près de Nusaybin. Dans la première moitié du  XXe siècle, un grand pourcentage de Juifs syriens a émigré aux États-Unis, en Amérique latine et en Israël. La plupart des Juifs restants sont partis dans les 28 années suivant 1973, en partie grâce aux efforts de Judy Feld Carr, qui affirme avoir aidé environ 3 228 Juifs à émigrer ; l'émigration a été officiellement autorisée en 1992. Le plus grand nombre de Juifs d'origine syrienne vit en Israël. En dehors d'Israël, la plus grande communauté juive syrienne se trouve à Brooklyn, New York, et est estimée à environ 75 000 personnes. Il y a de plus petites communautés ailleurs aux États-Unis et en Amérique latine.
En 2011, il restait environ 250 Juifs vivant en Syrie, principalement à Damas,. En décembre 2014, moins de 50 Juifs restaient dans la région en raison de l'augmentation de la violence et de la guerre. En octobre 2015, avec la menace de l'Etat Islamique à proximité, presque tous les Juifs restants à Alep ont été sauvés lors d'une opération clandestine et déplacés à Ashkelon, en Israël. En novembre 2015, on estimait qu'il ne restait que 18 Juifs en Syrie. En septembre 2016, les derniers Juifs d'Alep ont été secourus, mettant fin à la présence juive à Alep. En août 2019, BBC Arabic a rendu visite à certains des derniers Juifs vivant à Damas. En 2022, il ne reste que quatre Juifs en Syrie.
Le 19 février 2025, après la chute du régime Assad, la minuscule communauté juive de Syrie célèbre  sa première prière collective depuis des décennies dans une synagogue du vieux Damas.

## Histoire

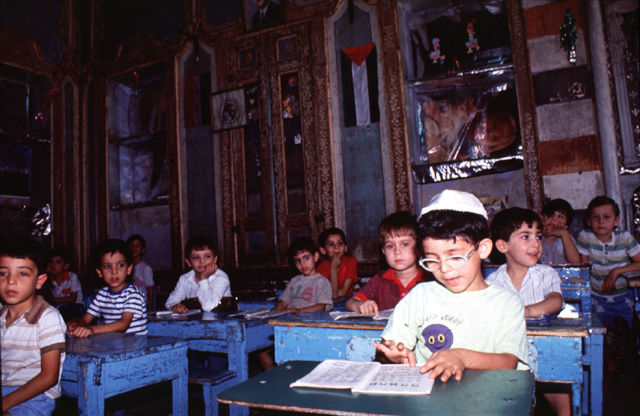
Des élèves juifs de l'école Maïmonide à 'Amārah al Juwwānīyah, dans la Maison Lisbona historique à Damas. La photo a été prise peu avant l'exode de la majorité de la communauté juive syrienne restante en 1992.

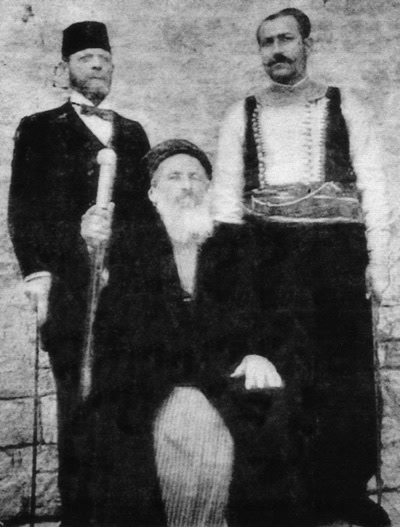
Rabbi Jacob Saul Dwek, Hakham Bashi d'Alep, Syrie, 1907.

Selon la tradition de la communauté, les Juifs sont présents en Syrie depuis l'Antiquité, depuis l'époque du roi David et certainement depuis les premiers temps romains. Les Juifs de cette ancienne communauté étaient connus sous le nom de Musta'arabim ("Arabiseurs") ou Morisques pour les Séfarades. De nombreux Séfarades sont arrivés après l'expulsion d'Espagne en 1492 et ont rapidement pris une position de leadership au sein de la communauté. Par exemple, cinq Grands Rabbins successifs d'Alep étaient issus de la famille Laniado.
Aux XVIIIe et XIXe siècles, certains Juifs d'Italie et d'ailleurs, connus sous le nom de Señores Francos ("Seigneurs Francs"), se sont installés en Syrie pour des raisons commerciales tout en conservant leurs nationalités européennes. Parmi les familles franco notables se trouvent les familles Ancona, Silvera et Pichotto.
Les Juifs kurdes, originaires de la région du Kurdistan, représentent un autre sous-groupe des Juifs syriens. Leur présence en Syrie précède l'arrivée des Juifs séfarades après la Reconquista. Les anciennes communautés d'Urfa et de Çermik faisaient également partie de la communauté syrienne plus large, et la communauté d'Alep comprenait des migrants de ces villes.
Aujourd'hui, certaines distinctions entre ces sous-groupes sont préservées car des familles spécifiques ont des traditions concernant leurs origines. Cependant, il y a un nombre considérable de mariages entre les groupes, et tous se considèrent comme "Séfarades" au sens large. On peut distinguer les familles d'Alep d'origine espagnole par le fait qu'elles allument une bougie supplémentaire pour Hanoucca. Cette coutume a été établie en gratitude pour leur acceptation par la communauté syrienne plus native.
Au XIXe siècle, après l'achèvement du canal de Suez en Égypte en 1869, le commerce s'est déplacé vers cette route au lieu de la route terrestre à travers la Syrie, et l'importance commerciale d'Alep et de Damas a connu un déclin marqué. De nombreuses familles ont quitté la Syrie pour l'Égypte (et quelques-unes pour le Liban) dans les décennies suivantes, et de plus en plus fréquemment jusqu'à la Première Guerre mondiale, de nombreux Juifs ont quitté le Moyen-Orient pour des pays occidentaux, principalement la Grande-Bretagne, les États-Unis, le Mexique et l'Argentine. Une émigration supplémentaire a suivi la création de l'État d'Israël en 1948.
À partir de la fête de la Pâque juive en 1992, les 4 000 membres restants de la communauté juive de Damas, ainsi que les communautés d'Alep et de Qamishli, ont été autorisés sous le gouvernement de Hafez al-Assad à quitter la Syrie à condition de ne pas immigrer en Israël. En quelques mois, des milliers de Juifs syriens se sont rendus à Brooklyn, avec quelques familles choisissant de partir en France et en Turquie. La majorité s'est installée à Brooklyn avec l'aide de leurs proches dans la communauté juive syrienne.
Les 31 décembre 2024 et le 3 janvier 2025, après la chute du régime Assad, le Times of Israel publie deux articles sur la réouverture de la synagogue de Jobar (en) à la périphérie de Damas qui mentionnent la communauté juive syrienne composée de neuf Juifs âgés dont le chef serait Bakhour Chamntoub lui-même âgé de 74 ans,. Ce dernier témoigne de la situation des Juifs de Syrie qui connaissait « la peur et la terreur » sous le régime Assad et dont la situation s'est améliorée avec la prise du pouvoir par Ahmed al-Charaa en décembre 2024. Il liste les six autres membres de la communauté qui vivent à Damas, tous âgés de plus de 50 ans.
Le 19 février 2025, la minuscule communauté juive de Syrie célèbre mercredi sa première prière collective depuis des décennies dans la synagogue al-Faranj dans le vieux Damas, sous la direction du rabbin syro-américain Yusuf Hamra, âgé de 77 ans, arrivé la même semaine des États-Unis, où il vit depuis les années 1990.

## Communautés juives syriennes contemporaines

### Israël

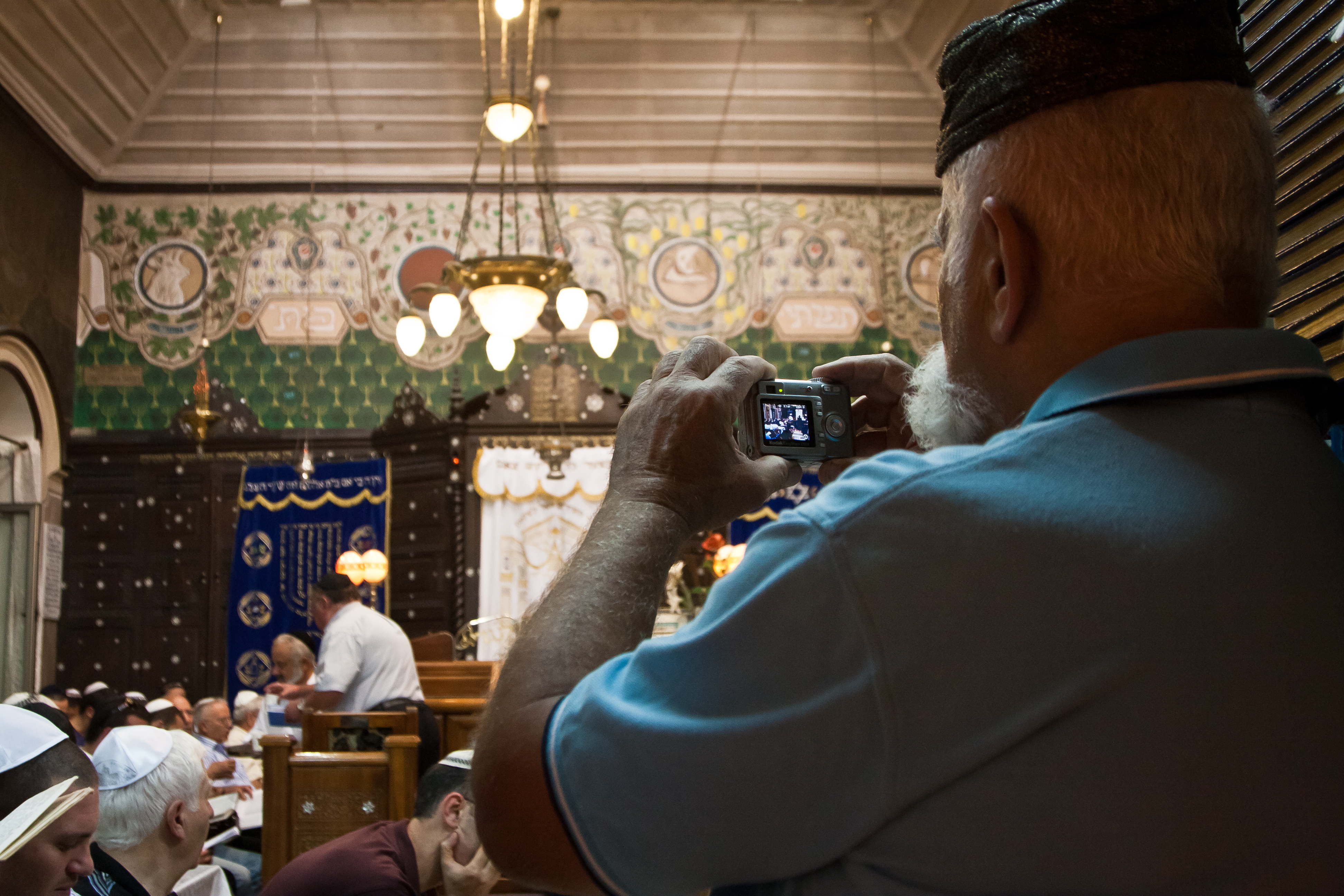
Les Juifs syriens prient à la synagogue Ades. Renommée comme un centre de Hazzanut syrienne (le chant liturgique juif syrien), Ades est l'une des deux seules synagogues dans le monde à maintenir l'ancienne tradition juive syrienne des Baqashot, le marathon de chant kabbalistique qui a lieu aux premières heures du matin du Shabbat pour accueillir le lever du soleil pendant les mois d'hiver.

Il existe une présence juive syrienne à Jérusalem depuis avant 1850, avec de nombreuses familles rabbiniques ayant des membres à la fois à Jérusalem, Damas et Alep. Ces familles ont eu des contacts avec leurs homologues ashkénazes de l'Ancien Yishouv, ce qui a conduit à une tradition d'orthodoxie stricte : par exemple, dans les années 1860, il y a eu une campagne réussie pour empêcher l'établissement d'une synagogue réformée à Alep. Certaines traditions syriennes, comme le chant des Bakkashot, ont été acceptées par la communauté séfarade majoritaire de Jérusalem.
Un autre groupe a immigré en Palestine vers 1900 et a fondé la synagogue Ades (en) à Nahalaot. Celle-ci existe toujours et est la principale synagogue de rite aleppin en Israël, bien que ses membres incluent désormais des Juifs asiatiques de tous les groupes, en particulier des Juifs turcs. Il y a également une grande communauté syrienne à Holon et Bat Yam.
De nombreux Juifs ont fui la Syrie pour la Palestine pendant les émeutes antisémites de 1947. Après cela, le gouvernement syrien a renforcé les restrictions et n'a pas permis l'émigration, bien que certains Juifs soient partis clandestinement. Au cours des deux dernières décennies, une certaine émigration a été autorisée, principalement vers les États-Unis, bien que certains aient ensuite quitté l'Amérique pour Israël, sous la direction du rabbin Abraham Hamra,.
La génération plus âgée d'avant la création de l'État d'Israël conserve peu ou pas d'identité ethnique syrienne propre et est bien intégrée dans la société israélienne mainstream. La vague la plus récente s'intègre à différents niveaux, certains se concentrant sur l'intégration en Israël et d'autres conservant des liens plus étroits avec leurs proches à New York et au Mexique[réf. nécessaire].
Il existe un Merkaz 'Olami le-Moreshet Yahadut Aram Tsoba (Centre mondial pour le patrimoine des Juifs d'Alep) à Tel Aviv, qui publie des livres d'intérêt pour les Juifs syriens,.

### Royaume-Uni
Le principal établissement des Juifs syriens se trouvait à Manchester, où ils se sont joints aux synagogues espagnoles et portugaises locales, formant une communauté comprenant des Juifs d'Afrique du Nord, de Turquie, d'Égypte, d'Irak ainsi que de Syrie. Cette communauté a fondé deux synagogues : Shaare Tephillah dans le nord de Manchester, qui a déménagé depuis à Salford, et Shaare Hayim sur Queenston Road à Didsbury, dans les banlieues sud. Une synagogue dissidente, Shaare Sedek, a été plus tard établie sur Old Lansdowne Road avec une influence plus marquée syrienne. Finalement, Shaare Sedek a fusionné avec la congrégation sur Queenston Road, conservant les deux bâtiments sous les noms de "synagogue de Lansdowne Road" et "synagogue de Queen's Road", reflétant leurs emplacements historiques.
Bien que des communautés séfarades existent toujours dans la région de Manchester, certaines se sont installées dans des communautés en Amérique. La synagogue originale de Sha'are Sedek a été vendue, et une nouvelle synagogue portant le même nom a été ouverte à Hale (en), plus proche des centres actuels des populations juives séfarades et générales.

### États-Unis
Les Juifs syriens ont d'abord immigré à New York en 1892. Le premier Juif syrien à arriver était Jacob Abraham Dwek, accompagné d'Ezra Abraham Sitt. Ils ont initialement vécu dans le Lower East Side de Manhattan. Par la suite, des établissements se sont formés à Bensonhurst, Midwood (en), Flatbush, et le long de Ocean Parkway (en) à Gravesend (en), Brooklyn. Ces résidents de Brooklyn passent leurs étés à Deal, New Jersey. Beaucoup des résidents plus âgés ont une troisième maison à Aventura, en Floride, pour échapper au froid. Une autre vague d'immigration en provenance de Syrie a eu lieu en 1992, lorsque le gouvernement syrien sous Hafez al-Assad a commencé à permettre l'émigration des Juifs. Jerry Seinfeld, le comédien, est d'ascendance juive syrienne du côté de sa mère.

### Argentine
L'Argentine possède la troisième plus grande communauté juive syrienne après Israël et les États-Unis. La plus grande communauté juive se trouve dans la capitale Buenos Aires. Les Sépharades, et particulièrement les Syriens, forment une communauté considérable. Les Juifs syriens sont les plus visibles dans le quartier de Once, où il y a de nombreuses écoles communautaires et synagogues. Depuis des décennies, il existe une rivalité bon enfant entre la communauté Shami (de Damas) de la synagogue "Shaare Tefila (Pasito)" et la communauté Halebi (d'Alep) de "Sucath David" de l'autre côté de la rue.
L'autorité rabbinique la plus influente était le rabbin Isaac Chehebar de la congrégation "Yessod Hadat" sur la rue Lavalle; il était consulté du monde entier et a joué un rôle influent dans la récupération de parties du Codex d'Alep. Il y a de nombreux bouchers et restaurants casher qui répondent aux besoins de la communauté. Il existait aussi d'importantes communautés dans les quartiers de Villa Crespo et Flores. Beaucoup de Juifs syriens possèdent des magasins de vêtements le long de l'avenue Avellaneda à Flores, et il y a une école communautaire sur la rue Felipe Vallese (anciennement Canalejas). Certaines chaînes de vêtements importantes, telles que Chemea et Tawil, avec des dizaines de boutiques chacune, ont été fondées par des Juifs syriens. Carolina Duer (en) est une boxeuse championne du monde argentine d'origine juive syrienne.

### Brésil
La majorité de la communauté syrienne du Brésil vient de Beyrouth, au Liban, où la plupart se sont installés entre la fin du XIXe siècle et la chute de l'Empire ottoman. De nombreux commerçants Halabi ont maintenu des liens et résidaient entre Alep et Beyrouth dès le XVIIIe siècle. Une arrivée ultérieure de Juifs syriens au Liban a eu lieu en raison de leur expulsion de Syrie après la création de l'État d'Israël en 1948 et les pogroms antisémites violents perpétrés par leurs voisins musulmans. Ils ont quitté Beyrouth à la suite de la première guerre civile libanaise.
La plupart des Juifs syriens se sont établis dans la ville industrielle de São Paulo, attirés par les nombreuses opportunités commerciales qu'elle offrait. La communauté est devenue très prospère, et plusieurs de ses membres figurent parmi les familles les plus riches et les plus influentes politiquement et économiquement de São Paulo. La communauté a d'abord fréquenté les synagogues égyptiennes, mais a ensuite fondé ses propres synagogues, notamment les synagogues Beit Yaakov dans les quartiers de Jardins et Higienopolis. La communauté dispose de sa propre école et de son mouvement de jeunesse, et revendique une forte identité juive et un faible taux d'assimilation.
La majorité de la communauté s'affilie institutionnellement au judaïsme orthodoxe, bien que peu de ses membres puissent être décrits comme personnellement entièrement orthodoxes. Il y a environ 7 000 Juifs syriens au Brésil.

### Chili
Grâce à sa politique d'immigration libérale, le Chili a attiré quelques Juifs syriens, en particulier de Damas, à partir de la fin des années 1800. De nombreux Juifs syriens ont également fui la Syrie et la Palestine, provinces de l'Empire ottoman, pendant la Première Guerre mondiale. Il y a actuellement 2 300 Juifs syriens au Chili.

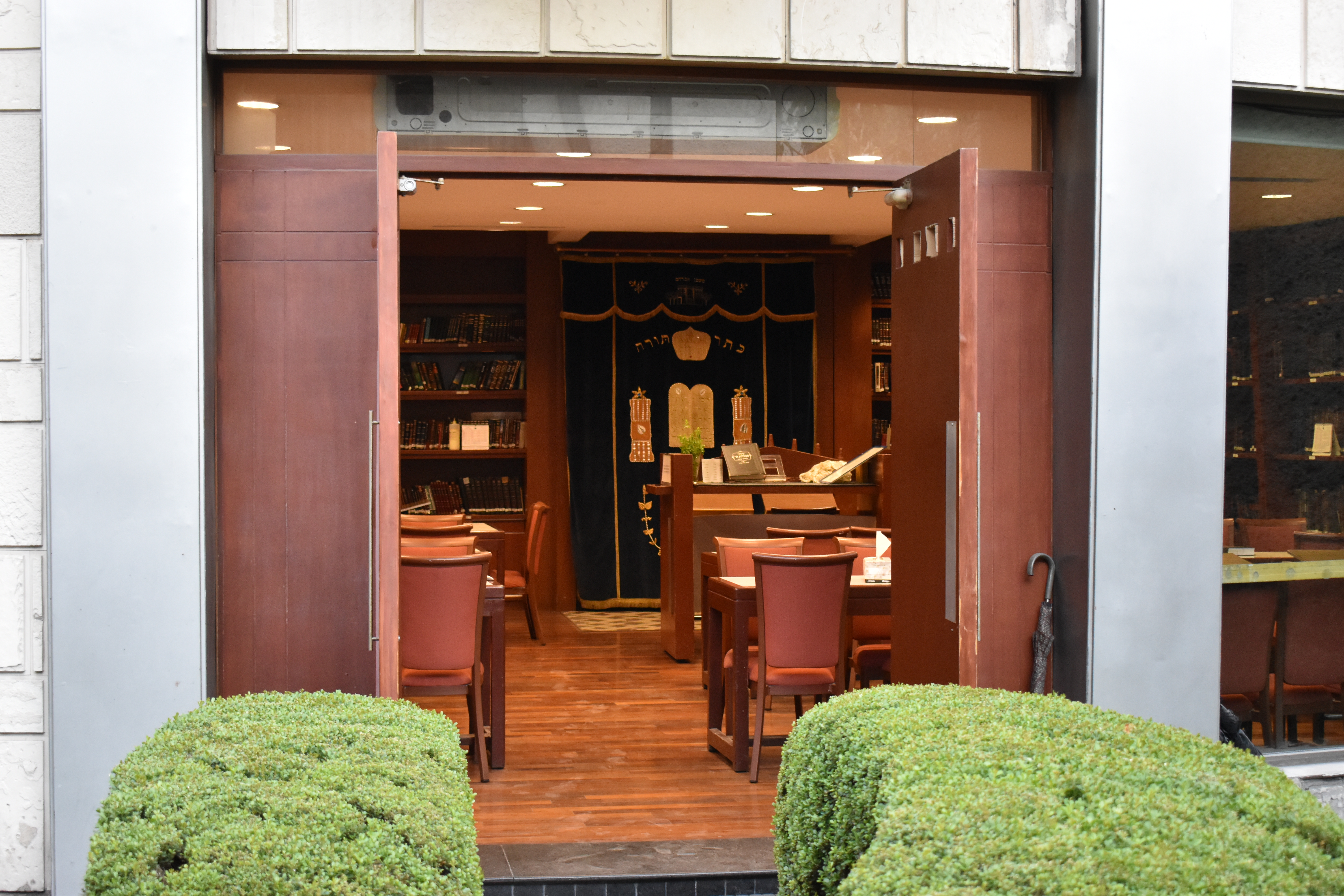
Une synagogue à Polanco, à Mexico, fondée par des immigrants de Damas.

### Mexique
Des Juifs syriens de Damas et d'Alep se sont installés à Mexico dès les premières années du XXe siècle. Initialement, ils pratiquaient leur culte dans une maison privée transformée en synagogue - Sinagoga Ketana (Bet Haknesset HaKatan) située dans les Calles de Jesús María. La première communauté juive organisée au Mexique était l'Alianza Monte Sinaí, fondée le 14 juin 1912, principalement par des natifs de Damas (ainsi que quelques Juifs séfarades) et dirigée par Isaac Capon. Ils ont ensuite fondé la première synagogue, Monte Sinaí, dans la rue Justo Sierra, au centre-ville de Mexico, initialement dirigée par le rabbin Laniado, qui tient encore aujourd'hui un service quotidien de mincha (prière de l'après-midi). La communauté damascène a également acheté le premier lieu de sépulture juif dans la rue Tacuba le 12 juin 1914, qui est toujours utilisé à ce jour et a été agrandi par l'achat récent du terrain adjacent.
La synagogue Rodfe Sedek, pour les Juifs d'Alep, a été établie en 1931, en grande partie grâce aux efforts du rabbin Mordejay Attie. Cette synagogue, également connue sous le nom de Knis de Cordoba, est située au 238 rue Cordoba, dans le quartier de la Colonia Roma à Mexico. À l'époque, ce quartier abritait la plus grande concentration de Juifs d'Alep à Mexico. Le premier mikvé (bain rituel) du Mexique a été établi au sein de la synagogue Rodfe Sedek. En 1982, une maison funéraire a été construite dans la cour de la synagogue.
Également dans les années 1930, les membres de Monte Sinaí ont établi une grande synagogue pour les Juifs de Damas située au 110 rue Querétaro, dans la zone de la Colonia Roma. Ils ont accueilli des Juifs de tous horizons, ce qui a permis une croissance considérable au fil des ans. En 1938, des immigrants juifs d'Alep ont créé la Sociedad de Beneficencia Sedaká u Marpé, qui a évolué en une communauté juive distincte : depuis 1984, elle est connue sous le nom de Comunidad Maguen David. Monte Sinaí et Maguen David sont maintenant les plus grandes communautés juives au Mexique, ayant plus de 30 synagogues, chacune avec un centre communautaire et une école, Maguen David ayant au moins 5 écoles et des projets pour en ouvrir davantage (Colegio Hebreo Maguen David, Yeshiva Keter Torah, Beit Yaakov, Emek HaTorah, Colegio Atid et Colegio Or HaJaim).

### Panama
Le Panama a également accueilli un grand nombre d'immigrants juifs syriens, principalement originaires de Halab (Alep), où ils constituent le plus grand groupe de la communauté juive séfarade de 15 000 membres du Panama. La première vague d'immigrants est arrivée à la fin des années 1940, après des émeutes à Alep en raison du conflit israélo-arabe. La communauté comprend de nombreuses synagogues, toutes unies sous la bannière de la synagogue Shevet Ahim, où le défunt grand rabbin Zion Levy officiait. La communauté maintient des contacts étroits avec leurs homologues en Amérique du Nord ainsi qu'en Israël.
Dans ses dernières années, le rabbin Levy a supervisé la construction de nouvelles synagogues à Panama City et a œuvré pour des relations harmonieuses avec les communautés arabes et musulmanes du pays. Il appelait fréquemment l'imam du pays pour discuter. À sa mort, la communauté Shevet Ahim comptait 10 000 Juifs, dont 6 000 observant la Torah. La communauté comprend désormais plusieurs synagogues, des mikvés, trois écoles juives, une yeshiva, un kollel et un séminaire pour filles, ainsi que plusieurs restaurants et supermarchés casher.

### Jamaïque
Il existe une grande communauté de Libanais-Jamaïcains, estimée à environ 20 000 personnes, dont un certain nombre pratiquent encore le judaïsme aujourd'hui. Des études ont estimé qu'il y a plus de 400 000 descendants de Juifs jamaïcains (en) en Jamaïque.

### Division Halabi/Shami dans la diaspora
Alors que les Juifs syriens ont migré vers le Nouveau Monde et s'y sont établis, une division a souvent persisté entre ceux ayant des racines à Alep (les Juifs halabi, également orthographié halebi ou chalabi) et ceux de Damas (les Juifs shami), qui étaient les deux principaux centres de la vie juive en Syrie,. Cette division persiste jusqu'à aujourd'hui, chaque communauté maintenant certaines institutions et organisations culturelles distinctes, et dans une moindre mesure, une préférence pour les mariages au sein du groupe,.

## Traditions et coutumes

### Liturgie
Il existe un fragment de l'ancien livre de prières d'Alep pour les Grandes Fêtes, publié à Venise en 1527, ainsi qu'une deuxième édition, commençant également par les Grandes Fêtes mais couvrant toute l'année, datant de 1560. Cela représente la liturgie des Musta'arabim (Juifs arabophones natifs) distincte de celle des Sépharades proprement dits (immigrants d'Espagne et du Portugal) : elle appartient clairement à la famille des rites "sépharades" au sens large, mais est différente de toute liturgie utilisée aujourd'hui. Pour plus de détails, voir le rituel ancien d'Alep.
À la suite de l'immigration des Juifs d'Espagne à la suite de l'expulsion, une liturgie de compromis a évolué, combinant des éléments des coutumes des deux communautés, mais avec une prépondérance croissante de l'élément sépharade. En Syrie, comme dans les pays d'Afrique du Nord, il n'y a pas eu de tentative d'imprimer un Siddour contenant les usages exacts de la communauté, car cela ne serait généralement pas viable commercialement. Les principaux centres d'édition, principalement Livourne, puis Vienne, produisaient des livres de prières "sépharades" standard adaptés à toutes les communautés, et des communautés particulières comme les Syriens les commandaient en gros, préservant les usages spéciaux par tradition orale. Par exemple, Ḥacham Abraham Ḥamwi d'Alep a commandé une série de livres de prières à Livourne, imprimés en 1878, mais même ceux-ci étaient de caractère "pan-sépharade", bien qu'ils contenaient quelques notes sur le "minhag Aram Tsoba" spécifique.

À mesure que les détails de la tradition orale s'effaçaient de la mémoire, la liturgie en usage se rapprochait de plus en plus du standard "Livourne". Au début du XXe siècle, ce rite "sépharade" était presque universel en Syrie. La seule exception (à Alep) était un minian "Musta'arabi" à la Grande Synagogue d'Alep, mais la liturgie de ce groupe ne différait de celle "sépharade" que par quelques variantes textuelles et l'ordre de certains hymnes.

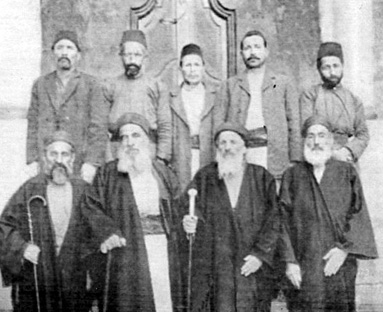
Rabbin Jacob Saul Dwek, le rabbin Reuven Ancona et des officiels de la grande synagogue d'Alep.

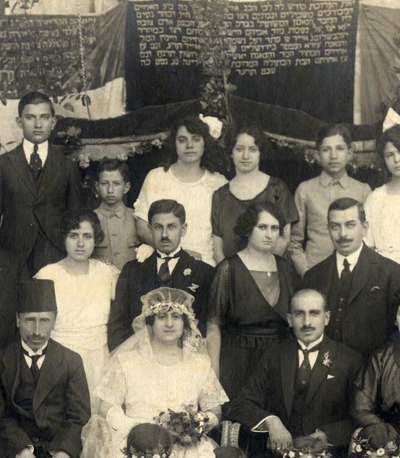
Mariage juif à Alep, Syrie, 1914

La liturgie de Damas différait de celle d'Alep sur certains détails, principalement en raison de sa proximité plus grande avec la Terre Sainte. Certaines lois spécifiques à Eretz Yisrael étaient observées à Damas, et la ville entretenait des liens avec les kabbalistes de Safed et la communauté séfarade de Jérusalem.
La liturgie actuellement utilisée dans les communautés syriennes à travers le monde est essentiellement sépharade-orientale sur le plan textuel. Cela signifie qu'elle est basée sur le rite espagnol influencé par les coutumes d'Isaac Louria, et présente des similitudes avec les liturgies des communautés juives grecques, turques et nord-africaines. Dans le passé, certaines communautés et individus utilisaient des livres de prières de la tradition "Edot ha-Mizraḥ", qui avaient un texte légèrement différent basé sur le rite Baghdadi, car ils étaient plus facilement disponibles, tandis que les coutumes spécifiquement syriennes étaient préservées par tradition orale. La publication la plus proche d'un livre de prières officiel aujourd'hui s'intitule Kol Ya'akob, bien que de nombreuses autres éditions existent et qu'il y ait toujours des débats sur certains variants textuels.
Les traditions musicales des communautés syriennes sont très distinctives, caractérisées par le chant des prières sur des mélodies appelées pizmonim (en). Ces mélodies suivent un cycle annuel complexe conçu pour correspondre au maqâm (mode musical) approprié pour chaque fête ou portion de la Torah de la semaine.
Pour plus de détails, voir Les Chantres syriens (en) et le Maqam hebdomadaire (en).

### Pizmonim
Les Juifs syriens possèdent un vaste répertoire de hymnes, chantés lors d'occasions sociales et cérémoniales telles que les mariages et les bar-mitsvahs. Les pizmonim sont également utilisés dans les prières du Shabbat et des fêtes. Certains de ces hymnes sont anciens, d'autres ont été composés plus récemment en adaptant des chansons populaires arabes ; parfois, ils sont écrits ou commandés pour des occasions particulières et contiennent des allusions codées au nom de la personne honorée. Il existe un livre standard de pizmonim appelé "Shir uShbaha Hallel veZimrah", édité par le chantre Gabriel A. Shrem sous la supervision de la Fondation du patrimoine séfarade, dans lequel les hymnes sont classés selon le mode musical (maqam) auquel appartient la mélodie. Avec le temps, de plus en plus de pizmonim sont en train de disparaître, c'est pourquoi des efforts sont déployés par le Projet des pizmonim séfarades, sous la direction du Dr David M. Betesh, pour préserver autant de pizmonim que possible.

### Bakkashot
Dans les communautés juives syriennes (et certaines autres), il existait une tradition de chanter les Bakkashot (hymnes de supplication) avant le service du matin le Shabbat. Pendant les mois d'hiver, les 66 hymnes étaient chantés, concluant avec Adon Olam et le Kaddish. Ce service durait généralement environ quatre heures, de 3h00 à 7h00 du matin.
Cette tradition est encore pleinement observée à la synagogue Ades à Jérusalem. Dans d'autres communautés comme à New York, elle est moins répandue, bien que les hymnes soient chantés à d'autres occasions.

### Prononciation de l'hébreu
La prononciation syrienne de l'hébreu est similaire à celle des autres communautés mizrahies et est influencée à la fois par l'hébreu séfarade et par le dialecte arabe levantin syrien. La prononciation syrienne de l'hébreu est moins archaïque que celle de l'hébreu irakien des Juifs irakiens et plus proche de l'hébreu séfarade standard. Cela affecte particulièrement les interdentales. Néanmoins, l'hébreu syrien et l'hébreu irakien sont très étroitement liés en raison de leur emplacement et de leur proximité géographique, comme c'est le cas pour la plupart des communautés juives orientales dans le monde arabe, à l'exception des Juifs yéménites. Les caractéristiques particulières sont les suivantes :
- en hébreu : ב (Beth sans dagesh) est traditionnellement prononcé /b/, mais en Israël, c'est souvent [v] par l'influence de l'hébreu israélien[32].
- en hébreu : ג (Gimel sans dagesh) est souvent prononcé [ɣ], comme غ arabe (consonne fricative vélaire voisée).[33]
- en hébreu : ד (Dalet sans dagesh) se prononce [d] comme en hébreu israélien, pas comme le [ð] de l'hébreu yéménite
- en hébreu : ה (He avec mappiq) est souvent prononcé avec un schwa [ə] apposé très bref.[34]
- en hébreu : ו (Vav) se prononce [v], pas [w][35].
- en hébreu : ח (Ḥēth) se prononce [ħ], comme le ح arabe (Consonne fricative pharyngale sourde).[36]
- en hébreu : ט (Ṭēth) se prononce [tˤ], comme le ط arabe (consonne occlusive alvéolaire sourde)[37].
- en hébreu : כ (Kāph sans dagesh) est souvent prononcé [x], comme le خ arabe (consonne fricative vélaire sourde).
- en hébreu : ע (ʿAyin) se prononce [ʕ], comme le ع arabe (consonne fricative pharyngale voisée).[38]
- en hébreu : צ (Tsadi) se prononce [sˤ], comme le ص arabe (consonne fricative alvéolaire sourde pharyngalisée), comme le "s" muet en anglais mais avec une légère rétractation de la langue.[39]
- en hébreu : ק (Qōph) est supposé se prononcé [q], comme le ق de l'arabe classique (consonne occlusive uvulaire sourde) mais parfois glisse historiquement vers [ʔ], un coup de glotte, comme dans l'arabe syrien colloquial, et aujourd'hui vers [k], conforme à l'anglais et à l'hébreu israélien[40].
- en hébreu : ת (Taw sans dagesh) se prononce [t] comme en hébreu israélien, pas [θ] comme le sont les prononciations iraquienne et yéménite.[41]

La conservation de sons emphatiques distincts tels que [ħ] et [tˤ] différencie la prononciation syrienne de nombreuses autres prononciations séfarades/mizrahies qui n'ont pas maintenu ces distinctions phonémiques ou phonologiques, comme entre [t] et [tˤ].
Les voyelles sont prononcées comme dans la plupart des autres traditions séfarades et mizrahies. Par exemple, il y a peu ou pas de distinction entre pataḥ et qamats gadol ([a]) ou entre segol, tsere et chéva vocal ([e]). Le ḥiriq est parfois réduit à [ɪ] ou [ə] dans une syllabe fermée non accentuée ou près d'une consonne emphatique ou gutturale.
Un son semi-vocalique est entendu avant le pataḥ ganuv (pataḥ entre une voyelle longue et une consonne finale gutturale) : ainsi, "ruaḥ" (esprit) se prononce [ˈruːwaħ], et "siaḥ" (parole) se prononce [ˈsiːjaħ].

### Dialecte judéo-arabe
Les Juifs en Syrie avaient des dialectes distinctifs de judéo-arabe appelés arabe judéo-syrien (en). On ne sait pas s'il reste des locuteurs actuels.
Les Juifs syriens avaient un sharḥ traditionnel distinct (traduction de la Bible en arabe judéo-syrien), utilisé pour l'enseignement des enfants, mais non à des fins liturgiques. Une version de cela a été imprimée vers 1900 ; une autre (issue du manuscrit Avishur) a été imprimée par le Merkaz Olami le-Moreshet Yahadut Aram Tsoba en 2006, avec des pages de traduction en regard du texte de la Couronne de Jérusalem (en). Cette édition ne contient que la Torah, mais des volumes pour le reste de la Bible sont prévus.
Beaucoup de Juifs syriens ont l'habitude de réciter chaque paragraphe de la Haggada de Pâque d'abord en hébreu, puis en arabe judéo-syrien.

### Codex d'Alep
Le Codex d'Alep, maintenant connu en hébreu sous le nom de Keter Aram Tsoba, est le manuscrit le plus ancien et le plus célèbre de la Bible. Écrit à Tibériade en l'an 920 et annoté par Aaron ben Asher, il est devenu le texte biblique le plus autorisé dans la culture juive. La plus célèbre autorité halachique à s'y fier fut Maïmonide, dans son exposition des lois régissant l'écriture des rouleaux de Torah dans sa codification de la loi juive (Mishné Torah). Après sa complétion, le Codex fut emmené à Jérusalem. Vers la fin du XIe siècle, il fut volé et emmené en Égypte, où il fut racheté par la communauté juive du Caire. À la fin du XIVe siècle, le Codex fut transféré à Alep, en Syrie (appelée par les Juifs Aram Zobah, le nom biblique d'une partie de la Syrie) — c'est là l'origine du nom moderne du manuscrit.
Pendant les cinq siècles suivants, il fut étroitement gardé dans le sous-sol de la synagogue centrale d'Alep et fut considéré comme le plus grand trésor de la communauté. Des savants du monde entier le consultaient pour vérifier l'exactitude de leurs rouleaux de Torah. À l'époque moderne, la communauté permettait occasionnellement à des universitaires, tels qu'Umberto Cassuto, d'accéder au Codex, mais ne permettait pas sa reproduction photographique ni autre.
Le Codex est resté sous la garde de la communauté juive d'Alep jusqu'aux émeutes antisémites de décembre 1947, au cours desquelles l'ancienne synagogue où il était conservé a été cambriolée et incendiée. Le Codex lui-même a disparu. En 1958, le Keter a été introduit clandestinement en Israël par Murad Faham et son épouse Sarina, et présenté au président de l'État, Yitzhak Ben-Zvi. À son arrivée, il a été découvert que des parties du Codex, y compris la plupart de la Torah, avaient été perdues. Le Codex a été confié à l'Institut Ben-Zvi et à l'Université hébraïque de Jérusalem, bien que la Yeshiva Porat Yosef (en) ait argué qu'en tant qu'héritière spirituelle de la communauté d'Alep, elle était la gardienne légitime. Quelque temps après l'arrivée du Codex, Mordechai Breuer a entrepris le travail monumental de reconstruction des sections perdues, sur la base d'autres manuscrits anciens bien connus. Depuis lors, quelques autres feuilles ont été retrouvées.
Les éditions modernes de la Bible, telles que la Couronne de Jérusalem (en) de l'Université hébraïque et le "Mikraot Gedolot ha-Keter" de l'Université Bar-Ilan, sont basées sur le Codex. Les sections manquantes ont été reconstruites à partir des références croisées dans le texte massorétique des sections survivantes, des notes des érudits qui ont consulté le Codex et d'autres manuscrits.
Le Codex est maintenant conservé au Musée d'Israël, dans le bâtiment connu sous le nom de "Sanctuaire du Livre". Il repose là aux côtés des Manuscrits de la mer Morte et de nombreux autres reliques juives anciennes.

### Attitude face aux conversions
A l'époque du Mahzor Aram Soba entre 1527 et 1560, les conversions (vers le judaïsme) étaient clairement acceptée, même souhaitée dans le Mahzor dans les rites de conversions. Cependant, au début du XXe siècle les communautés juives syriennes de New York et de Buenos Aires adoptent chacune des règles décourageant les mariages exogames. Les communautés n'effectueraient généralement pas de conversions au judaïsme, surtout lorsque la conversion est soupçonnée d'être motivée par le mariage, ni n'accepteraient de tels convertis en provenance d'autres communautés, ni les enfants de mariages mixtes ou de mariages impliquant de tels convertis.
Ben-Zion Meir Hai Uziel (en), alors Grand Rabbin séfarade d'Israël, a été sollicité pour se prononcer sur la validité de cette interdiction. Il a reconnu le droit de la communauté de refuser d'effectuer des conversions et de considérer comme invalides les conversions réalisées par d'autres communautés où le mariage est un facteur déterminant. En même temps, il a mis en garde contre le fait que les personnes converties par conviction sincère et reconnues par les autorités rabbiniques établies ne devraient pas être considérées comme non-juives, même si elles n'étaient pas autorisées à rejoindre la communauté syrienne.
Cet interdit était connu au sein de la communauté syrienne comme un édit, ou une proclamation (en hébreu : Taqqanot). Tous les 20 ans, cet édit est renouvelé par tous les responsables et rabbis de la communauté, souvent avec des clauses additionnelles. Voici la liste complète : 
- Buenos Aires, 1937 (R. David Setton)
- New York, 1935 (Hacham Hayim Tawil)
- New York, 1946 "Clarification"
- New York, 1972 "Affirmation"
- New York, 1984 "Réaffirmation"
- New York, 2006 "Réaffirmation"

La question de savoir si cette décision équivaut à une interdiction générale de toutes les conversions ou si les conversions sincères d'autres communautés, non motivées par le mariage, peuvent être acceptées, a fait l'objet de débats. La phrase pertinente du résumé en langue anglaise est la suivante : "aucun membre masculin ou féminin de notre communauté n'a le droit de se marier avec des non-Juifs ; cette loi couvre les conversions que nous considérons comme fictives et sans valeur". Dans la "clarification" de 1946, une virgule apparaît après le mot "conversions", ce qui donne l'impression que toutes les conversions sont "fictives et sans valeur", bien que cette interprétation soit contestée et qu'il n'y ait pas de changement équivalent dans le texte hébreu.
Il existe toutefois des exceptions à la règle, comme les conversions en vue d'une adoption, qui sont toujours autorisées. En outre, des rabbins communautaires (comme feu le grand rabbin Jacob S. Kassin) ont parfois reconnu des conversions effectuées par certains rabbins, comme les membres du grand rabbinat d'Israël. Néanmoins, ces décisions découragent fortement les personnes de se convertir à la communauté juive syrienne, car elles exigent d'elles qu'elles fassent preuve d'un engagement envers le judaïsme supérieur à ce qu'exigent les lois rabbiniques normatives sur la conversion.
Les partisans de l'édit affirment qu'il a été un succès démographique, puisque le taux de mariages mixtes avec des non-Juifs dans la communauté syrienne serait inférieur à 3 %, alors qu'il peut atteindre 50 % dans la population juive américaine en général. Les opposants affirment que ce fait n'est pas dû à l'édit, mais à la fréquentation généralisée des externats orthodoxes, et qu'un taux de mariages mixtes tout aussi faible est constaté parmi les autres juifs orthodoxes scolarisés en externat, malgré l'absence d'équivalent de l'édit.

### Cuisine
Comme dans la plupart des pays arabes et méditerranéens, la cuisine juive syrienne est assez semblable aux autres types de cuisine syrienne (qui reflètent à leur tour une certaine influence turque), bien que certains plats portent des noms différents parmi les membres juifs. Cela s'explique en partie par les origines méditerranéennes orientales du judaïsme en tant que tel et en partie par la similitude des lois alimentaires islamiques avec les lois de la Kashrut. Certains plats d'origine espagnole et italienne ont été intégrés au répertoire par l'influence des vagues d'immigration sépharade et franque : quelques-uns d'entre eux ont été intégrés à la cuisine syrienne au sens large. Les recettes syriennes (et égyptiennes) restent populaires dans les communautés juives syriennes du monde entier. Il existe des traditions qui associent différents plats aux fêtes juives.
Les plats les plus populaires sont les suivants :
- Riz : Mélange de riz blanc et de nouilles courtes.
- Hamid : Soupe à base de jus de citron, de persil, de menthe, d'oignon, de pomme de terre, de céleri et d'ail.
- Fetteh : Bouillon de pois chiches cuit avec du Tequesquite. Souvent consommé avec du pain pita et du yaourt.
- Kibbeh riz : riz cuit écrasé et bœuf haché en forme de galette et frit.
- Kibbeh Nabulsieh : viande hachée avec des pignons de pin et des graines de grenade dans une coquille frite en forme de torpille, souvent servie avec des petits pois.
- Kibbeh ħamda : Petites boules de kibbeh utilisées dans les soupes
- Kibbeh bisfarjal : Identique au précédent mais avec des coings à la place des pommes de terre ; consommé le jour de Roch Hachana.
- Kibbeh Yakhnieh : boulettes de viande avec des pois chiches et des épinards.
- Kibbeh bisfiha : Boulettes de viande à l'aubergine

- Fawleh blahmeh ou Loubieh blahmeh : Cubes d'agneau ou de veau avec des haricots ou des pois à œil noir

- Ijjeh ou eggah : Plat à base d'œufs, semblable à une omelette espagnole, avec du persil, des pommes de terre ou du fromage.
- Ijjeh blahmeh : Hamburgers de viande frite avec des œufs, servis avec du citron et des radis
- Muħshi Badinjan : aubergine farcie avec du riz, de la viande et des pois chiches.
- Muħshi Kousa : Courgette farcie au riz, à la viande, à la menthe nana et au citron
- Yaprak : Feuilles de vigne farcies au riz et à la viande
- Kebab : Boulettes de viande (parfois avec des cerises ou de la pâte de grenade)
- Poulet sofrito (en): Poulet sauté avec du jus de citron, du curcuma et de la cardamome.
- Beida bi-lemoune : Soupe de poulet mélangée à un œuf et du citron
- Dfeena : ragoût de viande et de haricots du shabbat équivalent au tcholent
- Œufs Ḥammin : Œufs durs colorés en brun par la cuisson avec de la dfeena ou bouillis avec des pelures d'oignon, parfois en ajoutant des feuilles de thé ou du marc de café[50].
- Laħmajeen (ou Laħmabajeen) : Viande (parfois avec de la pâte de grenade ou du jus de pruneau) sur une petite base de pâte ronde.
- Maoudeh : ragoût de pommes de terre frites en forme de cubes avec de la viande d'agneau, de bœuf ou de poulet.
- Matambre (en): courge bouillie, fromage, œufs et morceaux de pita.
- Mfarraket al-ful : Hachis de bœuf froid avec des fèves et des œufs brouillés (pour le shabbat)
- Sambousak : petite pâtisserie en demi-lune fourrée au fromage ou à la viande.
- Sahlab : Lait chaud avec de l'amidon et du sucre, souvent servi avec de la cannelle.
- Kousa b'jibn : courge cuite au four avec du fromage
- M'jadra : Riz et lentilles ou kedgeree de boulghour et lentilles
- Taboulé : Salade de bourghour avec des feuilles de vigne
- Bazirjan ou Muhammara : blé concassé de bourghour avec de la pâte de grenade ou du jus de pruneau.
- Shakshouka ou Beid bifranji : purée de tomates bouillies avec des oignons et des œufs
- Beid blaban : Yogourt bouilli avec de l'ail, de la menthe nana et des œufs brouillés.
- Kaak (en): Bracelets à l'anis avec des graines de sésame
- Ghreibe : Biscuits sablés, souvent sous forme de bracelets
- Ma'amoul : Pâtisseries sablées fourrées aux dattes ou aux noix (la version juive diffère de la version arabe par le fait qu'elle n'utilise pas de farine de semoule).
- Kanafeh mabroumeh ou ballorieh : Fins fils de pâte filo râpée fourrés aux pistaches ou à la ricotta.
- Gâteaux de Pâques à l'orange, dérivés de recettes espagnoles issues de l'immigration séfarade.
- Confiture de noix de coco : (utilisée à la Pâque)
- Sharab al-loz : boisson glacée à base de sirop d'amande ; généralement une boisson d'été, mais également utilisée avant Yom Kippour. En outre, elle est le plus souvent consommée lors d'événements heureux, comme les fiançailles d'un couple.

## Personnalités issues des communautés juives syriennes
- Jerry Seinfeld - Comédien américain ; sa mère était originaire d'Alep.
- Dennis Sciama : physicien britannique d'origine syrienne qui, par ses propres travaux et ceux de ses étudiants, a joué un rôle majeur dans le développement de la physique britannique après la Seconde Guerre mondiale.
- Frank Harary - Mathématicien, largement reconnu comme le père de la théorie moderne des graphes.
- Bob Marley - musicien jamaïcain
- Paula Abdul, chanteuse américaine dont la mère est originaire d'Alep.
- Robert Malley : diplomate américain, il a été le principal négociateur de l'accord sur le nucléaire iranien de 2015.
- Moshe Safdie : architecte de renommée mondiale.
- Joseph Safra (en), le banquier le plus riche du monde
- Edmond Safra - banquier milliardaire
- Moise Safra (en) - homme d'affaires milliardaire
- Stanley Chera (en) - promoteur immobilier milliardaire
- Jeff Sutton (en) - promoteur immobilier milliardaire, fondateur de Wharton Properties
- Joseph Sitt (en) - fondateur de Thor Equities (en) et d'Ashley Stewart (en)
- Sonny Gindi (en) et sa famille - fondateurs de Century 21
- Jose Mugrabi - homme d'affaires milliardaire et collectionneur d'art
- Joseph Nakash (en) - milliardaire américain, fondateur, avec ses frères, de la société de vêtements Jordache.
- David Nahmad : marchand d'art milliardaire, ses fils Joseph et Helly Nahamd sont également marchands d'art.
- Ezra Nahmad (en), marchand d'art et collectionneur milliardaire.
- Isaac Saba Raffoul (en), homme d'affaires milliardaire mexicain.
- Gilbert Bigio (en) - homme d'affaires et seul milliardaire en Haïti
- Elie Horn (en)- milliardaire brésilien
- Ronald Mourad Cohen (en) - homme d'affaires britannique
- Joseph Cayre (en) - homme d'affaires et promoteur immobilier
- Simon Halabi (en), homme d'affaires syrien et britannique
- Joseph Matalon - le milliardaire le plus riche de Jamaïque, son père a immigré de Damas[51].
- Eli Matalon (en) - homme d'affaires et homme politique jamaïcain
- William Haddad (en) - lobbyiste américain
- Joyce Mansour - auteur français et poète surréaliste
- Dan Hedaya - acteur
- Carlos Maslatón (en), avocat et analyste financier argentin

## Sources

### Générales
- Abadi, J.F., A Fistful of Lentils: Syrian-Jewish Recipes from Grandma Fritzie's Kitchen: Harvard 2002. Hardback:  (ISBN 1-55832-218-3)
- Ades, Abraham, Derech Ere"tz: Bene Berak 1990
- Assis, Yom Tov, Frenkel, Miriam and Harel, Yaron (eds.), Aleppo Studies. The Jews of Aleppo: their History and Culture (Jérusalem, vol. 1 2009; vol 2 2013) [hébreu et anglais]
- Collins, Lydia, The Sephardim of Manchester: Pedigrees and Pioneers: Manchester 2006  (ISBN 0-9552980-0-8)
- Dobrinsky, Herbert C.: A treasury of Sephardic laws and customs: the ritual practices of Syrian, Moroccan, Judeo-Spanish and Spanish and Portuguese Jews of North America. Revised ed. Hoboken, N.J. : KTAV; New York, N.Y. : Yeshiva Univ. Press, 1988.  (ISBN 0-88125-031-7)
- Dweck, Poopa and Michael J. Cohen, Aromas of Aleppo: The Legendary Cuisine of Syrian Jews: HarperCollins 2007,  (ISBN 0-06-088818-0),  (ISBN 978-0-06-088818-3)
- Harel, Yaron, Sifre Ere"tz: ha-Sifrut ha-Toranit shel Ḥachme Aram Tsoba (The Books of Aleppo: Torah Literature of the Rabbis of Aleppo): Jérusalem 1996 summarized here
- Harel, Yaron (ed.), Syrian Jewry: History, Culture and Identity: Ramat Gan 2015 (Hebrew and English)
- Idelsohn, A.Z., Phonographierte Gesänge und Aussprachsproben des Hebräischen der jemenitischen, persischen und syrischen Juden: Vienna 1917
- Kligman, Mark, Maqam and Liturgy: Ritual, Music and Aesthetics of Syrian Jews in Brooklyn, Detroit 2009
- Laniado, David Tsion, La-Qedoshim asher ba-are"ts: Jérusalem 1935 repr. 1980
- Laniado, Samuel, Debash ve-ḤALAB al-leshonech: Jérusalem 1998/9 (Hebrew)
- Roden, Claudia, A New Book of Middle Eastern Food: Londres 1986  (ISBN 0-14-046588-X)
- Roden, Claudia, The Book of Jewish Food: New York 1997, Londres 1999  (ISBN 0-14-046609-6)
- Sethon, Menasheh, Kelale Diqduq ha-Qeriah, Aleppo 1914, imprimé à  Ḥamwi, Peh Eliyahu pp. 391–400
- Shelemay, Kay Kaufman, Let Jasmine Rain Down, Chicago Studies in Ethnomusicology: 1998. Hardback:  (ISBN 0-226-75211-9), Paperback:  (ISBN 0-226-75212-7).
- Smouha, Patricia, Middle Eastern Cooking, Londres 1955 ASIN: B0000CJAHX
- Sutton, David, Aleppo: City of Scholars: Artscroll 2005  (ISBN 1-57819-056-8) (en partie basé à Laniado, La-Qedoshim asher ba-are"ts)
- Sutton, Joseph, Aleppo Chronicles: the Story of the Unique Sepharadeem of the Ancient Near East – in their Own Words: Brooklyn 1988
- Sutton, Joseph, Magic Carpet: Aleppo in Flatbush: Brooklyn 1979
- Zenner, Walter P., A Global Community: The Jews from Aleppo, Syria: Wayne State University Press 2000  (ISBN 0-8143-2791-5)
- Zenner, Walter P., "The Ethnography of Diaspora: Studying Syrian Jewry," Marshall Sklare Award address, 1997

### Livres de prières

#### Anciens
- Maḥzor Aram Tsoba: Venice 1527, 1560
- Bet El (seliḥot and morning service), Abraham Ḥamwi: Livorno 1878 (repr. New York 1982)
- Bet Din (Rosh Hashanah), Abraham Ḥamwi: Livorno 1878 (repr. Jérusalem 1986)
- Bet ha-Kapporet (Kippur), Abraham Ḥamwi: Livorno 1879
- Bet Menuha (Shabbat), Abraham Ḥamwi: Livorno 1878
- Bet Oved (Daily), Abraham Ḥamwi: Livorno 1878
- Bet Simḥah (Sukkot), Abraham Ḥamwi: Livorno 1879 (repr. Jérusalem 1970)
- Bet ha-Beḥirah (Pesaḥ), Abraham Ḥamwi: Livorno 1880 (repr. Jérusalem 1985)
- Seder Olat Tamid (minḥah and arbit only): Aleppo 1907 (reflecting the "Musta'arabi" text)
- Olat ha-Shaḥar: Aleppo 1915 (reflecting the "Sephardic" text)

Certaines réimpressions des originaux sont disponibles aujourd'hui, et de nombreux Siddurim actuels, en particulier la série Magen Abraham, sont fortement influencés par les livres de prières de Livourne.

#### Modernes
- Seder Seliḥot, ed. Shehebar: Jérusalem 1973
- Bet Yosef ve-Ohel Abraham: Jérusalem, Manṣur (Hebrew only, based on Baghdadi text) 1974–1980
- Siddur le-Tish'ah be-Ab, ed. Shehebar: Jérusalem 1976
- Mahzor Shelom Yerushalayim, ed. Albeg: New York, Sephardic Heritage Foundation 1982
- Siddur Kol Mordechai, ed. Faham bros: Jérusalem 1984 (minḥah and arbit only)
- Sha'are Ratson, ed. Moshe Cohen: Tel Aviv 1988, repr. 2003 (High Holy Days only)
- Kol Yaakob, ed. Alouf: New York, Sephardic Heritage Foundation 1990 (Hebrew only; revised edition 1996, Hebrew and English; a new edition is in preparation)
- The Aram Soba Siddur: According to the Sephardic Custom of Aleppo Syria, Moshe Antebi: Jérusalem, Aram Soba Foundation 1993 (minḥah and arbit only)
- Orḥot Ḥayim, ed. Yedid: Jérusalem 1995 (Hebrew only)
- Orot Sephardic Siddur, Eliezer Toledano: Lakewood, NJ, Orot Inc. (Hebrew and English: Baghdadi text, Syrian variants shown in square brackets)
- Siddur Abodat Haleb / Prayers from the Heart, Moshe Antebi, Lakewood, NJ: Israel Book Shop, 2002
- Abir Yaakob, ed. Haber: Sephardic Press (Hebrew and English, Shabbat only)
- Siddur Ve-ha'arev Na, ed. Isaac S.D. Sassoon, 2007